# Technologia rozproszonego rejestru
Technologia rozproszonego rejestru (również „Technologia rozproszonych rejestrów”, ang. Distributed Ledger Technology, DLT) – rodzaj technologii wspierającej rozproszone rejestrowanie zaszyfrowanych danych.
Stanowi technologię rozproszonej bazy danych, której rejestry są replikowane, współdzielone i zsynchronizowane w ramach konsensusu różnych, rozproszonych geograficznie, osób, firm lub instytucji.
Przewiduje się, że wykorzystanie DLT w przyszłości może poprawić przebieg procesów, które wykorzystują bazy danych.
Istnieją różne systemy rejestrów rozproszonych. Między innymi blockchain: public, private, permissioned oraz unpermissioned. Bitcoin używa DLT publicznego, ponieważ gdyby wykorzystywał DLT prywatnego, wtedy do danych mieliby dostęp tylko wybrani użytkownicy. Różnicą w permissioned DLT oraz unpermissioned DLT jest weryfikacja transakcji. W permissioned DLT transakcje może zweryfikować konkretne grono użytkowników, natomiast unpermissioned DLT pozwala weryfikować transakcje wszystkim użytkownikom.